# Wachi Masaharu
Wachi Masaharu (和智 誠春?; ... – 1569) è stato un samurai giapponese del periodo Sengoku della provincia di Bingo, servitore prima del clan Amago e successivamente del clan Mōri.

## Biografia
Masaharu fu inizialmente un vassallo del clan Amago e successivamente si schierò con i Mōri. 
Nel 1562, assieme a Akagawa Motoyasu, si scontrò nella provincia di Buzen contro Tachibana Dōsetsu durante i numerosi scontri avvenuti tra i Mōri e gli Ōtomo.
Nel 1563 Masaharu intrattenne Mōri Takamoto con un banchetto quando quest'ultimo stava avendo numerosi successi contro gli Amago. Takamoto morì improvvisamente durante il soggiorno presso la famiglia Wachi, e Masaharu fu immediatamente sospettato dal padre di Takamoto, Mōri Motonari. 
Qualche anno dopo Masaharu e Akagawa Motoyasu vennero imprigionati con l'accusa di aver assassinato Takamoto e costretti a commettere seppuku.